# How You Sell Soul to a Soulless People Who Sold Their Soul?
How You Sell Soul to a Soulless People Who Sold Their Soul? è un album di studio del gruppo hip hop Public Enemy. È il loro decimo album, uscito il 7 agosto del 2007, a venti anni dalla pubblicazione di Yo! Bum Rush the Show, e nel 25º anniversario della loro carriera.
L'album contiene il brano Harder Than You Think, che si basa su un campionamento della canzone Jesahel presentata dai Delirium al Festival di Sanremo 1972, senza citare gli autori originali del brano, Ivano Fossati e Oscar Prudente: per questo motivo a novembre 2023 è iniziata una causa legale contro i Public Enemy da parte degli autori e della Universal Records.

## Tracce
1. How You Sell Soul to a Soulless People Who Sold Their Soul – 2:36
2. Black is Back – 2:42
3. Harder Than You Think – 4:09
4. Between Hard and a Rock Place – 0:59
5. Sex, Drugs & Violence (feat. KRS-One) – 3:35
6. Amerikan Gangster (feat. E.Infinite) – 4:03
7. Can You Hear Me Now – 3:58
8. Head Wide Shut – 1:31
9. Flavor Man – 3:44
10. The Enemy Battle Hymn of the Public – 3:24
11. Escapism – 4:53
12. Frankenstar – 3:23
13. Col-Leepin – 3:58
14. Radiation of a RADIOTVMOVIE Nation – 1:10
15. See Something, Say Something – 3:46
16. Long and Whining Road – 4:24
17. Bridge of Pain – 3:07
18. Eve of Destruction – 4:15
19. How You Sell Soul (Time is God Refrain) – 2:31